# よい子の歌謡曲
『よい子の歌謡曲』（よいこのかようきょく、1979年9月1日創刊 - 1991年11月20日休刊）は、かつて存在した日本の音楽雑誌である。1979年当初は、当時工学院大学の学生であった初代編集長梶本学らの手により創刊されたミニコミ誌であった。のちに1989年、発行元・発売元が株式会社ファッシネイションとなる。全50号（増刊含む）。

## 略歴・概要
1979年（昭和54年）9月1日、創刊する。創刊メンバーは、編集長の梶本学、岩田晃、川上英典、山口幸太郎ら。当初の発行元は「よい子の歌謡曲」編集部名義、本文記事も手書きであった。
1987年4月1日、岡田有希子の一周忌に際し「ベスト・オブ岡田有希子」特集号を発行する。
1989年、同編集部が中心となり、株式会社ファッシネイションを設立、発行元・発売元となる。
1991年（平成3年）11月20日発行の第48号をもって実質上休刊となる。最終号の表紙はフリッパーズ・ギターであった。
2019年（令和元年）9月22日渋谷ロフト9にて『よい子の歌謡曲40周年トークライブ』が行われ、第49号が発行される。

## ビブリオグラフィ

### 本誌
1. 1979年9月1日発行 - 特集 1979・上半期の歌謡界は、いったいどうなっておったのか!? / 100組の歌手・グループをちょっとナメてみた
2. 1979年11月21日発行 - 特集 真子 久美子 郁恵その状況と問題点
3. 1980年3月1日発行 - 特集 読者が選ぶ70年代歌謡曲ベスト100 / テレビ出演拒否を考える
4. 1980年6月1日発行
5. 1980年8月21日発行
6. 1980年12月21日発行 - インタビュー 河合奈保子 / 特集 -山口百恵 What is Momoe for us?
7. 1981年8月15日発行 - インタビュー 高見知佳・すきすきスウィッチ・比企理恵・橘川幸夫 / 第2回よい子大賞in1980
8. 1981年12月21日発行 - インタビュー 林紀恵 / 特集 石野真子
9. 1982年7月1日発行 - インタビュー 石野真子・中森明菜 / 特集 IDOL NEW WAVE★1982新人特集
10. 1982年10月1日発行 - インタビュー 早見優
11. 1982年12月21日発行 - インタビュー 松本隆・真鍋ちえみ・日髙のり子
12. 1983年3月21日発行 - インタビュー 松本伊代
13. 1983年6月1日発行 - インタビュー 森尾由美・ソフトクリーム・高橋美枝・川島恵・鈴木孝夫・長戸大幸
14. 1983年8月1日発行 - インタビュー 石川秀美・高杉敬治・近田春夫 / 特集 まいどおなじみ1983新人採点表 / 東京フリークス
15. 1983年11月1日発行 - インタビュー 松本伊代・織田哲郎・香坂みゆき
16. 1984年1月1日発行 - 特集 第5回よい子大賞 / 第2回読者が選ぶよい子大賞
17. 1984年4月10日発行 - インタビュー 宇沙美ゆかり・渡辺桂子・清水信之
18. 1984年9月1日発行 - インタビュー 岡田有希子・荻野目洋子
19. 1984年12月25日発行 - インタビュー 森尾由美・北島健二・クリスタル・ヴァカンス・キララとウララ
20. 1985年3月1日発行 - インタビュー 若林志穂・富田靖子 / 特集 - 輝け!第6回よい子大賞in1984 / 決定!第3回読者が選ぶよい子大賞in1984
21. 1985年5月1日発行 - インタビュー 芳本美代子・岡本舞子・戸川京子 / 特集 - 映画★星くず兄弟の伝説
22. 1985年7月1日発行 - インタビュー - ピンク・キャンディーズ・秋元康 / 特集 - 新人1985 / 新人採点表
23. 1985年9月10日発行 - インタビュー 中山美穂・戸川純 / 特集 - ザ・フォー
24. 1985年11月10日発行 - インタビュー 工藤夕貴・佐伯健三 / 特集 - 男の子アイドル★1985
25. 1986年1月10日発行 - インタビュー 本田美奈子・大西結花・佐伯健三 / 特集 よい子大賞in1985
26. 1986年4月1日発行 - インタビュー 南野陽子・ポピンズ / 特集- 斉藤由貴
27. 1986年6月1日発行 - インタビュー 城之内早苗・山瀬まみ・小原靖子・チェッカーズ
28. 1986年8月1日発行 - 特集 新人1986/ インタビュー うしろゆびさされ組・島田奈美・チェッカーズ
29. 1986年10月1日発行 - 特集 西村知美 / インタビュー 水谷麻里・少女隊
30. 1986年11月20日発行 -「the Review1980 - 」/ インタビュー 高杉敬治・秋元康
31. 1986年12月20日発行 - 特集 1986 ひと目でわかる86年 / ロックはアイドルになれるか? / 決定!!よい子大賞1986 / インタビュー 林哲司・八木さおり・新田恵利
32. 1987年2月20日発行 - インタビュー 荻野目洋子・後藤久美子・畠田理恵 / 特集 高井麻巳子
33. 1987年4月1日発行 - 「ベスト・オブ岡田有希子」
34. 1987年4月20日発行 - インタビュー 斉藤由貴・B組（吉見美津子・杉浦美雪・宮野久美子）・後藤次利・真弓倫子
35. 1987年6月20日発行 - インタビュー 本田美奈子・うしろ髪ひかれ隊・武部聡志 / 小特集 渡辺美奈代と渡辺満里奈
36. 1987年8月20日発行 - インタビュー 岩井由紀子・秋元康 / 特集 新人1987
37. 1987年10月20日発行 - インタビュー 中村由真セルフ・ライナーノート・佐野量子・うしろ髪ひかれ隊・小川範子
38. 1987年12月20日発行 - インタビュー 高井麻巳子・酒井法子・小高恵美・松本伊代セルフ・ライナーノート / 特集 決定!!よい子大賞1987
39. 1988年2月20日発行 - インタビュー 仁藤優子・新田恵利・坂上香織・島田奈美セルフ・ライナーノート / 特集 アンコールが終ったら
40. 1988年4月20日発行 - インタビュー BaBe・小沢なつき・藤谷美紀・我妻佳代・ケラ / 特集 SHE's SWEETS
41. 1988年8月20日発行 - インタビュー 生稲晃子・西村知美・麻田華子・中村由真・姫乃樹リカ
42. 1988年11月20日発行 - インタビュー ゆうゆ・坂上香織・小高恵美・国実百合・相川恵里・本田理沙 / 特集 新人1988
43. 1989年5月20日発行 - 特集 中山忍 / 決定!!よい子大賞1988 / インタビュー 西田ひかる・桜井幸子・松本伊代
44. 1989年9月1日発行 - 特集 「ごめんよ、酒井法子」 / インタビュー 渡辺美奈代・高岡早紀・河田純子・佐野量子・田山真美子
45. 1990年12月20日発行 - インタビュー Cotton・宍戸留美・Lip's / 特集 アイドル・ポップスはしんだのか?
46. 1991年4月20日発行 - 特集 よい子大賞'90 / Theピーズ / 女性ヴォーカルと大人のポップス / インタビュー 小西康陽＋野宮真貴・ 寺尾友美
47. 1991年7月20日発行 - 特集 たのしいダンス / インタビュー 茅野佐智恵
48. 1991年11月20日発行 - 特集 フリッパーズ・ギターに会えてよかった / WAXレーベル / インタビュー 松本伊代・平沢進
49. 2019年9月22日発行 - 40周年記念特別号

### 単行本
- 『よい子の歌謡曲』、「よい子の歌謡曲」編集部編、1983年、冬樹社
- 『LIKE A CHERRY BOY - 特集 おニャン子クラブ』、1990年3月20日発行
- 『歌謡曲という快楽 雑誌『よい子の歌謡曲』とその時代』、宝泉薫＋ファッシネイション編、2002年、彩流社 ISBN 4882026236

## 関連事項
- ニュー・アカデミズム
- カルチュラル・スタディーズ

- 宝泉薫
- 橘川幸夫
- とみさわ昭仁
- 高倉文紀
- サエキけんぞう
- 坂本ちゃん
- 中森明夫
- 岡崎京子
- 近田春夫

## 註
1. 1 2  ファッシネイション公式サイト「Shop Fascination[リンク切れ]」の記述を参照。
2. 1 2 3  「アイドル検索のWho.ne.jp」サイト内の「よい子の歌謡曲[リンク切れ]」の記述を参照。
3. ↑  “22 – 9月 – 2019 – LOFT PROJECT SCHEDULE”. www.loft-prj.co.jp. 2019年9月24日閲覧。